# Raffaele Borea Ricci D'Olmo
Raffaele Borea Ricci d'Olmo, également connu sous les orthographes Borea-Ricci ou Borea Ricci (Albenga, 20 décembre 1857 - 1942), était un amiral italien. Il a été le premier gouverneur (seulement provisoire) de la Tripolitaine italienne.

## Biographie
Né à Albenga dans une famille noble, il était cousin de Raffaele Cadorna et parent de Marcello Amero d'Aste Stella et c'est en suivant l'exemple de ce dernier qu'il choisit de poursuivre une carrière militaire en fréquentant l'école navale de Gênes.
Le 23 décembre 1902, à la tête du croiseur blindé Elba de la Regia Marina, il participe, avec des navires britanniques et allemands, au blocus naval le long des côtes du Venezuela. De 1902 à 1904, il fait le tour du monde, et est présent avec le Elba lors de la bataille de la baie de Chemulpo.
Au début de la guerre italo-turque, le 30 septembre 1911, une escadre navale italienne sous son commandement , naviguant sur le cuirassé Sicilia, se présente devant Tripoli au Libye et exige la capitulation de la ville.
Le 2 octobre, en l'absence de reddition, l'escadron commence le bombardement des fortifications.
Le 5 octobre, un contingent de 1 700 marins avec les six canons du cuirassé Re Umberto, sous le commandement du capitaine de vaisseau Umberto Cagni, débarque et occupe Tripoli, abandonnée par la garnison turque depuis la veille. Le premier convoi avec les troupes du Regio Esercito ne débarquera que le 11 octobre.
Le 7 octobre 1911, Raffaele Borea Ricci d'Olmo devient le premier gouverneur de la Tripolitaine italienne, poste qu'il occupe pendant quelques jours, avant de le céder le 11 du même mois au général Carlo Caneva. Le poste de gouverneur occupé par Borea Ricci d'Olmo ne concernait en fait que la ville de Tripoli, conquise quelques jours plus tôt par les troupes de débarquement du capitaine Umberto Cagni.

## Décorations

### Décorations italiennes
- Commandeur de l'ordre de la Couronne d'Italie - 16 mars 1913
 - Officier de l'ordre des Saints-Maurice-et-Lazare
 - Médaille commémorative des campagnes d'Afrique
 - Croix d'or pour ancienneté de service

### Décorations étrangères
- Chevalier de l'ordre national de la Légion d'honneur (France)
 - Chevalier de l'ordre de Dannebrog (Danemark)

## Source
- (it) Cet article est partiellement ou en totalité issu de l’article de Wikipédia en italien intitulé « Raffaele Borea Ricci d'Olmo » (voir la liste des auteurs).